# Borsky (huyện của Samara)
Huyện Borsky (tiếng Nga: ? райо́н) là một huyện hành chính tự quản (raion), của Tỉnh Samara, Nga. Huyện có diện tích 2106 kilômét vuông, dân số thời điểm ngày 1 tháng 1 năm 2000 là 26000 người. Trung tâm của huyện đóng ở Borskoye.